# Privatbrauerei Hofmann
A Privatbrauerei Hofmann (em português:  Cervejaria Privada Hofmann) é uma cervejaria em Pahres, Gutenstetten, no distrito da Média Francônia de Neustadt-Bad Windsheim. É membro com outras pequenas cervejarias da região da Estrada da Cerveja de Aischgrund.

## História
A cervejaria foi fundada em 1663 em Pahres e está desde então em domínio da família. Até a primeira metade do século XX apenas consumidores de Pahres foram abastecidos pelos seus produtos. Quando em 1956 Friedrich Hofmann assumiu a direção, iniciou um crescimento notável da empresa. Desde 2000 Georg Hofmann é o chefe da cervejaria, que atualmente desponta como uma das maiores cervejarias no leste da Média Francônia.

## Produtos
A gama de produtos da Cervejaria Hofmann perfaz 13 diferentes tipos de cerveja, dos quais algumas são sazonais.
A Hopfen Gold recebeu em 2011 a medalha de ouro da Brau Beviale na categoria "Estilo Pilsner Alemão.